# Велосипедний кошик

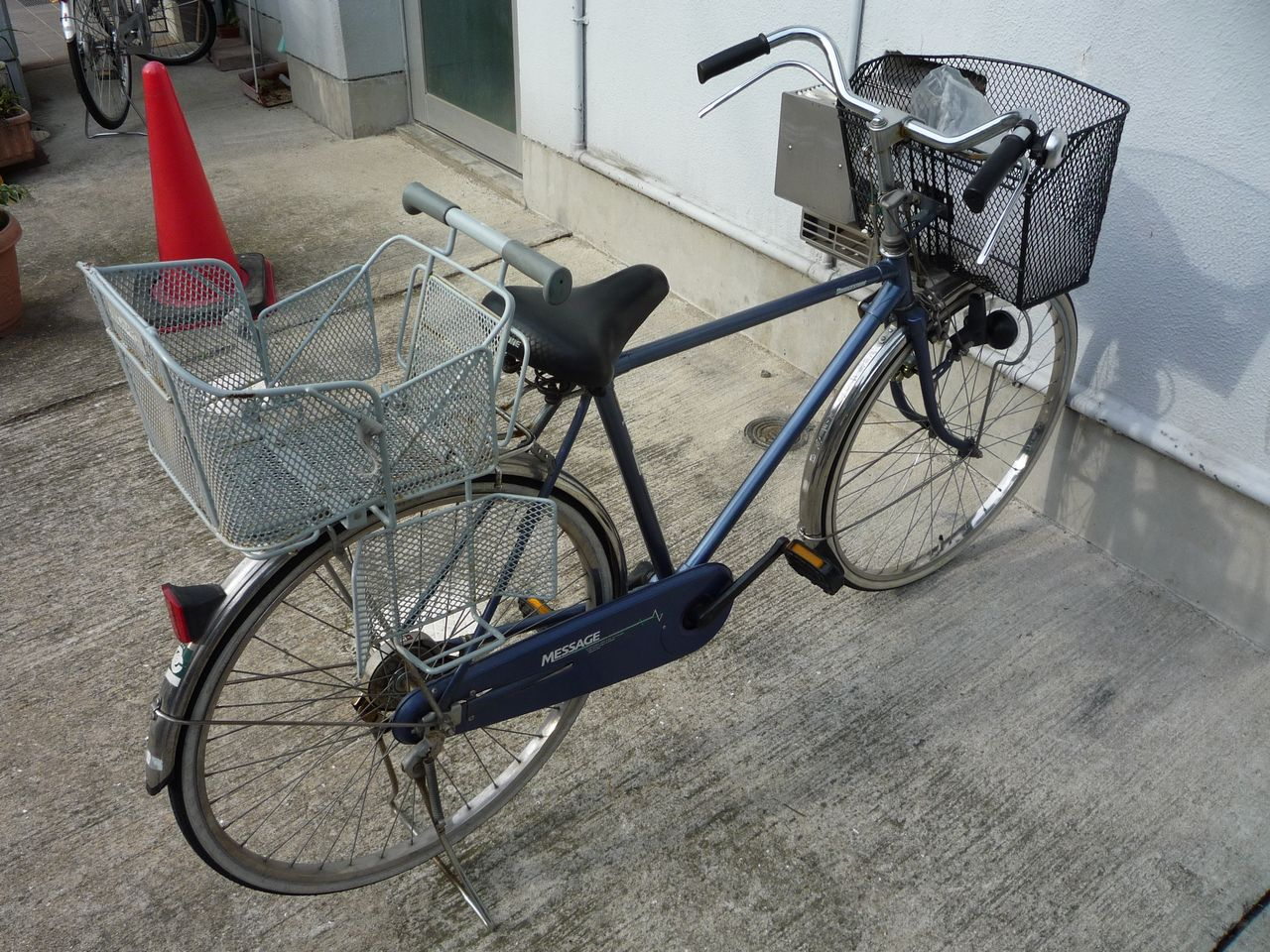

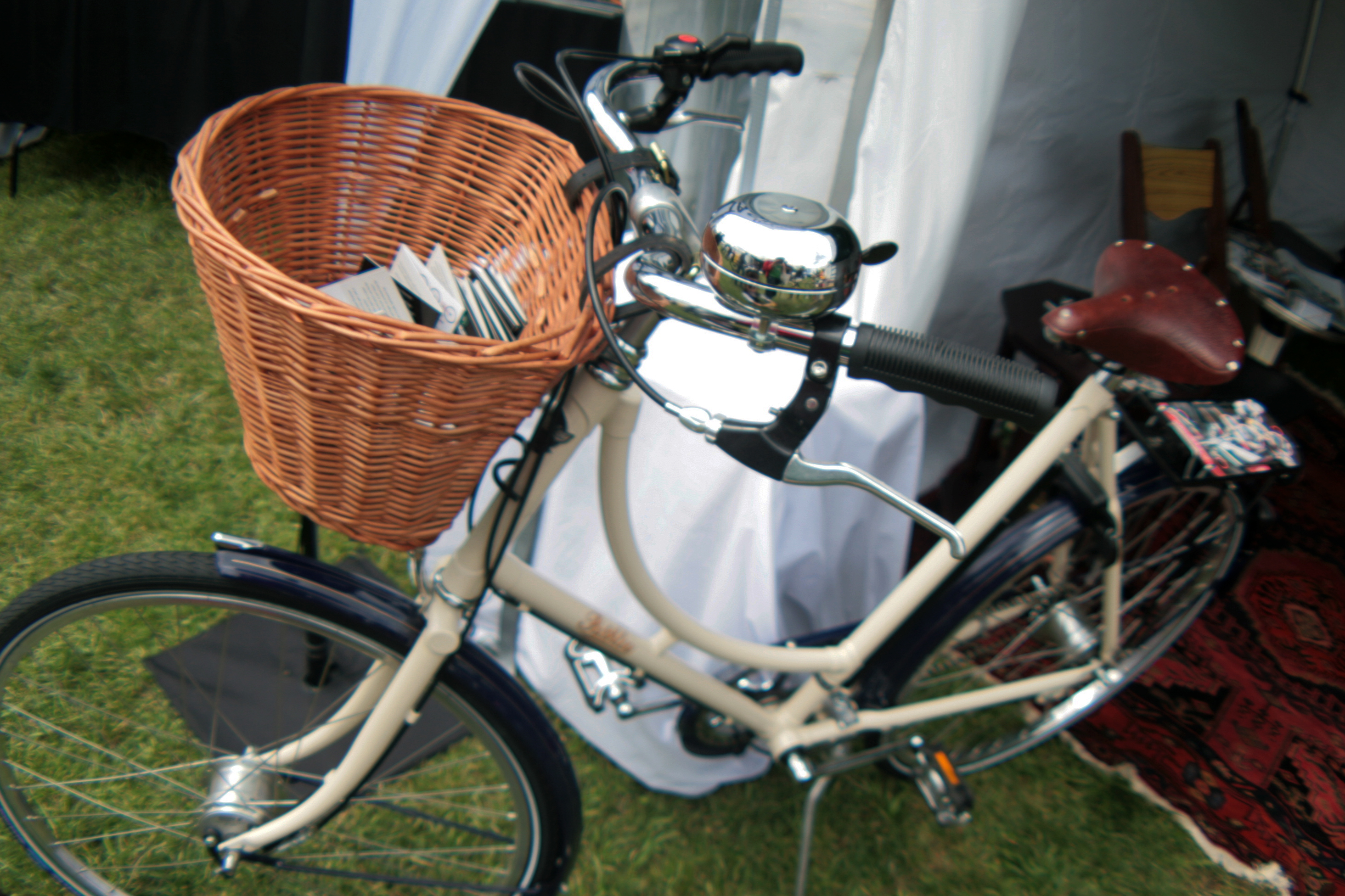
Передній кошик

Велосипедний кошик — пристрій для перевезення дрібних легких вантажів на велосипеді, як правило — магазинних продуктів на кшталт хліба або молока. Встановлюються над переднім або заднім колесом. Традиційно виготовляються плетеними (в тому числі з лози) або сітчастими.
Передній кошик кріпиться на кермо і дозволяє здійснювати візуальний контроль вантажів, але зменшує видимість дороги перед колесом. Задній кошик може використовуватись для перевезення більш габаритних вантажів, тому, як правило, глибший.